# Ханин, Александр Михайлович
Александр Михайлович Ханин (род. 29 июня 1968 г., Ленинград, СССР) — израильский фотограф, театральный фотограф, фотожурналист, известный также как «Деда Саша».

## Биография
Александр Ханин родился в Ленинграде в Выборгском районе. Мать — Ханина (в девичестве Фридман). Отец — Ханин Михаил Исаакович, главный инженер Ленинградского машиностроительного завода, преподавал риторику, литератор; позже эмигрировал в Швецию, проживает в Стокгольме.
С 1985 по 1991 год учился в Ленинградском финансово-экономическом институте им Н. А. Вознесенского. Во время учёбы был призван в студенческом наборе в советскую армию. В армии попал на Высшие курсы «Выстрел», где служил инструктором по стрельбе. О службе написал электронную книгу мемуаров: «Рота, подъём!», текст которой был использован в написании сценария юмористического сериала «Солдаты».
В 1991 году за сутки до августовского путча вместе с первой женой и полуторагодовалой дочерью покинул страну, переехав на постоянное место жительство в Израиль. Проживал в кибуце, затем в Гуш-Дане, затем 20 лет в поселении. Отец 4 детей. У Александра 4 внука.

## Творчество

### Профессиональное становление
Фотографировать начал в 12 лет фотоаппаратом «Смена-2» его же года рождения, который он взял у своего отца. На свой первый фотоаппарат заработал на производственной практике после 9-го класса. С фотоаппаратом никогда не расставался, но были творческие перерывы. Cерьёзно вернулся к съёмке в начале 2013 года, и стал заниматься большими театральными и концертными проектами. После тяжёлой аварии на мотоцикле в 2018 году, фотография стала для Александра трудотерапией и основным занятием, а также способом принять жизненные изменения, почувствовать свою необходимость и желание творить.

### Театральная фотография
Театральная фотография — одна из главных тем творчества Александра Ханина, принесшая ему известность в Израиле. Он запечатлел сотни постановок ведущих израильских театров. Выполнял съёмку в Израильской опере, а также в театрах «Гешер», «Габима», «Камери», «Маленький», «Идишпиль» и многих других. Фотографии Александра Ханина публиковались в журнале «Театрал».

Ханин следующим образом описывает свой творческий метод:
«Смотря через объектив на сцену, я стараюсь поймать не внешнее, а внутреннее состояние артиста. То, что он хочет передать зрителю, его эмоцию, его силу, его слабость, его слёзы, его жизнь на сцене».

### Репортажная фотография
В качестве фотокорреспондента участвовал в десятках международных выставок, фестивалей и конференций, а также съёмке политических деятелей и мероприятий.
После начала войны с группировкой ХАМАС в 2023 году снимал последствия резни на музыкальном фестивале «Supernova Sukkot Gathering», в киббуцах Реим, Нир-Оз, Кфар-Аза, Беэри и Авшаломе, последствия обстрелов в Кирьят-Шмоне, а также обстановку на северной границе Израиля, подвергающейся обстрелам группировки «Хезболла».

### Членство в ассоциациях и награды
Александр Ханин является членом ассоциации журналистов Израиля, журналистом пресс-офиса правительства Израиля, членом ассоциации художников Израиля, неоднократным участником и лауреатом международных конкурсов театральной фотографии, призёром всеизраильского конкурса фотографии в 2022 году, лауреатом премии «Человек года» 2017 года журнала Glamur в номинации «Фотограф года». Занял первое место в категории «Движение в искусстве» на международном фотоконкурсе «Театр в фотообъективе» (2023) за фото балета «Сон в летнюю ночь» в постановке Дортмундского театра балета, показанной в Оперном театре имени Шломо Лахата в Тель-Авиве.

### Интервью в СМИ
Давал интервью на радио, телевидении, а также для различных YouTube-каналов (включая передачу «Детский Недетский вопрос» Дмитрия Брикмана, каналы Григория Тамара и Романа Каплуна, Octoberseven, «Посмотрим по-другому»).

## Другая общественно-культурная деятельность
С 2022 года ведёт собственный Telegram-канал «Анонс-Афиша Израиль от Деда Саша» — один из крупнейших русскоязычных каналов афиш/анонсов культурных мероприятий в Израиле.
С 2018 года активный участник международных конференций образовательной программы «Лимуд». Выступал в качестве фотографа, лектора и ведущего мастер-класса («Мешает ли фотография второй заповеди „Не сотвори себе кумира“, или как снимать селебрити»).
Фотографии последствий вторжения ХАМАС в Израиль (2023), выполненные Ханиным, были использованы в музыкальном клипе израильской певицы Ирины Кильфин «Памяти невинных жертв» (2025).

## Персональные выставки
- Август 2023 года — выставка «Выпускной» в галерее искусств[ивр.] Гиватаима совместно с художником и преподавателем искусств Рони Рувеном[ивр.][42].
- Октябрь-ноябрь 2023 года — «Жизнь на сцене» (Дворец культуры, Петах-Тиква)[7][8][43]. Выставка была перенесена из-за начала войны с ХАМАС. За время открытия выставку посетило несколько сотен человек, включая депутатов Кнессета[44].
- Май 2024 года — фотовыставка, совмещённая с концертом звезды израильского джаза Леонида Пташки, под названием «Лёня Пташка и его друзья»[45].
- Июнь 2025 года — фотовыставка «Война. Взгляд изнутри» (Дворец культуры, Петах-Тиква)[46].

### Комментарии
1. ↑  ХАМАС признан террористической организацией Европейским союзом, Организацией американских государств и властями Аргентины, Австралии, Великобритании, Израиля, Канады, Новой Зеландии, Парагвая, США и Японии. Его деятельность также запрещена в Иордании и Египте.
2. ↑  «Хезболла» признана террористической организацией в Австралии, Австрии, Аргентине, Великобритании, Гватемале, Германии, Гондурасе, Израиле, Канаде, Колумбии, Литве, Нидерландах, Парагвае, Сербии, Словении, США, Чехии, Швейцарии, Эстонии. Военное крыло «Хезболлы» также признано террористической организацией в Европейском союзе, Новой Зеландии, Республике Косово и Франции.